# Frauenwahlrecht (Deutschland)
Das Frauenwahlrecht in Deutschland bezeichnet seit 1918 das Recht von Frauen, in Deutschland aktiv und passiv an Wahlen und Abstimmungen teilzunehmen.

## Geschichte
Das Inkrafttreten des Reichsvereinsgesetzes am 15. Mai 1908 gewährte auch Frauen die Vereinigungsfreiheit, indem es die bis dahin bestehenden landesgesetzlichen Beschränkungen für die Teilnahme der Frauen am politischen Leben aufhob und auch Frauen die Mitgliedschaft in einer politischen Partei erlaubte. Frauen erreichten jedoch in den parteiinternen Aufstellungsverfahren oft nur hintere Listenplätze.
Nach dem Ende des Deutschen Kaiserreichs hatte der Rat der Volksbeauftragten am 12. November 1918 in Berlin das gleiche, geheime, direkte und allgemeine Wahlrecht für alle mindestens 20 Jahre alten männlichen und weiblichen Personen ausgerufen. Damit wurde das feudale Dreiklassenwahlrecht abgeschafft, nach dem nur Männer wahlberechtigt waren.

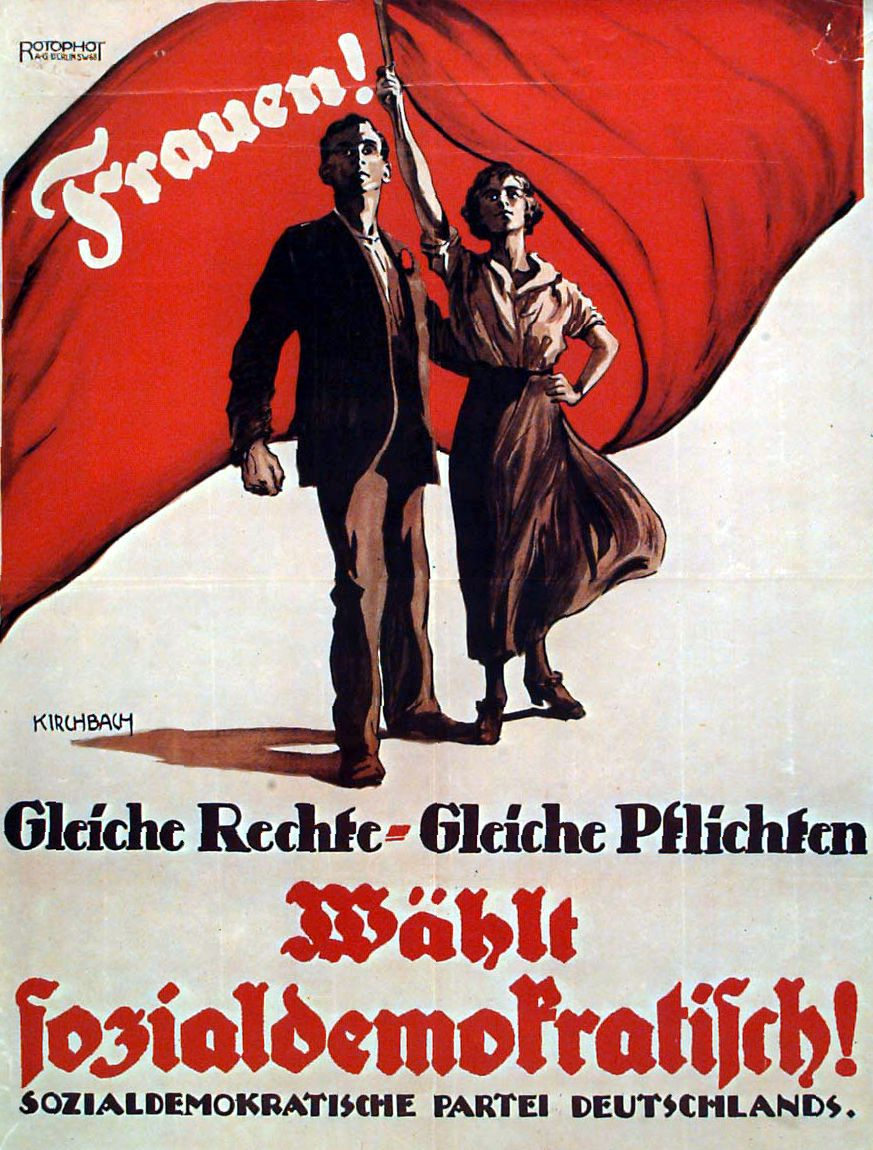
Wahlaufruf der Sozialdemokratischen Partei Deutschlands (SPD) für die Wahlen zur Deutschen Nationalversammlung 1919

## Gesetzgebung und Wahlverhalten

### Wahl zur deutschen Nationalversammlung
Das reichsweite Frauenwahlrecht wurde mit einer Verordnung des Rats der Volksbeauftragten vom 30. November 1918 gesetzlich eingeführt und konnte bei der Wahl zur Deutschen Nationalversammlung am 19. Januar 1919 erstmals ausgeübt werden. Wahlberechtigt waren alle deutschen Männer und Frauen, die am Wahltag das 20. Lebensjahr vollendet hatten. 82,3 % der wahlberechtigten Frauen (17,7 Mio. Personen) beteiligten sich an der Wahl. Von den 300 Kandidatinnen wurden 37 (einschließlich Nachrückerinnen: 41) gewählt. Das entsprach einem Frauenanteil von knapp 9 % der Delegierten.

### Reichstagswahlen in der Weimarer Republik
Nach Art. 109 Abs. 2 der Weimarer Verfassung (WRV) vom 11. August 1919 hatten Männer und Frauen „grundsätzlich dieselben staatsbürgerlichen Rechte und Pflichten.“ Die Abgeordneten des Reichstags wurden in allgemeiner, gleicher, unmittelbarer und geheimer Wahl von den über zwanzig Jahre alten Männern und Frauen nach den Grundsätzen der Verhältniswahl gewählt (Art. 22 WRV). Das Nähere zum Wahlrecht der Weimarer Republik bestimmte das Reichswahlgesetz von 1920.
Während der ersten Legislaturperiode der Weimarer Republik, nach den Reichstagswahlen von 1919, waren 37 von 421 Sitzen von Frauen besetzt. Zwischen 1920 und 1930 wählten Frauen überwiegend gemäßigte Parteien, vor allem christlich gebundene wie das katholische Zentrum und die protestantisch konservative Deutschnationale Volkspartei (DNVP), aber auch die SPD.
In der Zeit von 1919 bis 1933 besaßen insgesamt 111 weibliche Abgeordnete ein Mandat in der Nationalversammlung und in den acht Legislaturperioden des Reichstags.
Viele weibliche Abgeordnete setzten sich für jene Themen ein, die sie bereits zuvor über ihre Frauenverbände oder Parteien hatten durchsetzen wollen. Verfassungsartikel, bei denen Parlamentarierinnen besonders mitwirkten, waren z. B. die grundsätzliche Gleichberechtigung von Mann und Frau (Art. 109 Abs. 2 WRV) und die Aufhebung der Entlassung von Beamtinnen bei Heirat (Art. 128 WRV).
Einfachgesetzliche Initiativen im Reichstag betrafen beispielsweise die Zulassung von Frauen zu juristischen Berufen, ein Heimarbeitergesetz, die Erweiterung des Mutterschutzes, das Wahlrecht von Frauen zu den Kaufmanns- und Gewerbegerichten, das Hausangestelltenrecht, Fragen des Ehe- und Familienrechts, den Umgang mit Prostitution, den Abtreibungsparagraphen, die Regelung der Jugendwohlfahrt, das Jugendgerichtsgesetz, die Mädchenbildung oder die Erwerbsarbeit von Frauen.

### Zeit des Nationalsozialismus
Die 1919 gegründete NSDAP hatte auf der ersten Generalmitgliederversammlung der Partei am 21. Juni 1921 in München beschlossen: „Eine Frau kann in der Führung der Partei und in den leitenden Ausschuss nie aufgenommen werden.“ Damit wurden die weiblichen Parteimitglieder de facto ihres passiven Wahlrechts beraubt. Nach dem Gesetz gegen die Neubildung von Parteien waren seit Juli 1933 alle anderen Parteien in Deutschland verboten und nicht mehr wählbar.
Nach dem Reichsbürgergesetz vom 15. September 1935 waren nur „Reichsbürger alleinige Träger der vollen politischen Rechte nach Maßgabe der Gesetze.“ Nach § 4 der Ersten Verordnung zum Reichsbürgergesetz vom 14. November 1935 konnte „ein Jude nicht Reichsbürger sein.“ Ihm stand daher „ein Stimmrecht in politischen Angelegenheiten nicht zu; er kann ein öffentliches Amt nicht bekleiden.“ Damit verloren alle jüdischen Frauen und Männer per Gesetz das aktive und passive Wahlrecht in Deutschland.
Hatten die Frauen es während der Weimarer Republik noch vorgezogen, der NSDAP nicht beizutreten, so unterstützen sie doch aktiv etwa die SA im Straßenkampf durch verschiedene Karitas-Dienste. Helene Bechstein, Elsa Bruckmann oder Winifred Wagner gehörten zu den vermögenden Unterstützerinnen Adolf Hitlers. Nach 1933 erhöhte sich der Frauenanteil unter den Parteimitgliedern. Von 1942 bis 1944 machten junge Mädchen etwa ein Drittel der gesamten Neu-Aufnahmen in der NSDAP aus. Ihr Durchschnittsalter betrug knapp 21 Jahre.
Nationalsozialistisch überzeugte Frauen waren schon vor der Machtergreifung in der NS-Frauenschaft organisiert, die sich Fächern wie „Rassenhygiene“ und Jungmädchenerziehung widmete und deren Führung Gertrud Scholtz-Klink innehatte.
Nach der Reichstagswahl im März 1933 zogen noch 20 Frauen aus verschiedenen Parteien, nicht aber der NSDAP, ins Parlament ein, was 3,4 % der Mitglieder entsprach. Bei den drei folgenden Wahlen im November 1933, März 1936 und April 1938 gab es keine Kandidatinnen und somit keine weiblichen Abgeordneten mehr.

### Nachkriegsdeutschland
Unter den 65 Abgeordneten des Parlamentarischen Rates, der das deutsche Grundgesetz ausarbeitete, waren 4 Frauen. Diese sog. Mütter des Grundgesetzes waren Friederike Nadig (SPD), Elisabeth Selbert (SPD), Helene Weber (CDU) und Helene Wessel (Zentrum).
Gemäß Art. 3 Abs. 2 Satz 1 GG sind Männer und Frauen gleichberechtigt. Die Abgeordneten des Deutschen Bundestages werden unabhängig von Geschlecht, Einkommen, Konfession, Beruf oder politischer Überzeugung in allgemeiner, unmittelbarer, freier, gleicher und geheimer Wahl gewählt (Art. 38 Abs. 1 Satz 1 GG). Gemäß Art. 117 Abs. 1 GG blieb das diesem Grundsatz entgegenstehende Recht längstens bis zum 31. März 1953 in Kraft. Am 1. Juli 1958 trat das Gleichberechtigungsgesetz in Kraft.
Bei der ersten Bundestagswahl 1949 wurde die Christlich Demokratische Union Deutschlands (CDU) durch gut ein Fünftel der Wähler, aber zwei Fünftel der Wählerinnen gewählt. Nur knapp ein Viertel der Wählerinnen gegenüber einem Drittel der Wähler entschied sich 1949 für die SPD, die – noch in der Tradition des Klassenkampfes – den Sozialismus als Ziel programmierte. In der Wahlforschung wird dieser Gender-Gap vor allem auf die Unterscheidung in der religiösen Bindung der Geschlechter zurückgeführt.
Nach Art. 7 der Verfassung der Deutschen Demokratischen Republik von 1949 waren Mann und Frau gleichberechtigt. Alle Gesetze und Bestimmungen, die der Gleichberechtigung der Frau entgegenstanden, waren aufgehoben. Der Frauenanteil in der ersten Volkskammer betrug 24 %, eine paritätische Vertretung in den Parteien war auch in der DDR nicht gegeben.